# Pisarevo, Șumen
Pisarevo (în bulgară Писарево) este un sat în comuna Novi Pazar, regiunea Șumen,  Bulgaria. 

## Demografie
Componența etnică a satului Pisarevo
     Bulgari (97,43%)
     Nicio identificare (2,56%)
     Altele (0%)
La recensământul din 2011, populația satului Pisarevo era de 39 locuitori. Din punct de vedere etnic, majoritatea locuitorilor (97,43%) erau bulgari. Pentru 2,56% din locuitori nu este cunoscută apartenența etnică.